# Eusebios z Kaisareie
Eusebios z Kaisareie (asi 265 Palestina – 30. května 339 Kaisarea), nazýván též Eusebius Pamphili (žák Pamfilův), byl kněz, teolog a církevní historik. Stal se biskupem v palestinské Kaisareii a je považován za otce církevních dějin. Ve svých Církevních dějinách (Historia ecclesiastica) se zabývá dějinami rané církve. Využil starší nedochované dílo Hegesippovo; Eusebios v Církevních dějinách cituje mnoho jinde nedochovaných pramenů. Syrskou pravoslavnou církví  je uctíván jako světec.

## Život
Narodil se v palestinské Kaisareii, nebo v jejím okolí, a v tomto městě také nabyl vzdělání. Studoval zde na škole, kterou po svém odchodu z Alexandrie založil v Kaisareii Órigenés. Pod vedením učitele Pamfila (z úcty k němu přijal jeho jméno) se věnoval s pomocí Órigenovy Hexaply studiu biblických knih. Roku 296 v Palestině zahlédl Konstantina, který tam cestoval spolu s Diocletianem. Roku 307 byl uvězněn, avšak nadále pracoval na přípravě nové edice bible. Za Diocletianova pronásledování byl Pamfilos 6. února 310 usmrcen a Eusebius uprchl do Tyru a posléze do egyptské pouště.
Biskupem v Kaisareii se stal kolem roku 313, v úřadu vystřídal Agapia. Od počátku se angažoval ve sporu o Areiovu nauku. Areia podpořil dvěma dopisy (Eufratiónovi a Alexandrovi) a svoláním palestinské místní synody, která Areiovi umožnila působit v palestinské diecézi, ale zároveň žádala, aby se Areios snažil o smíření s alexandrijským biskupem Alexandrem. Synoda v Antiochii (324/325) obvinila Eusebia, že souhlasí z Areiovou naukou, a podmínečně ho vyloučila z církve.
Eusebios z Kaisareie zasáhl do jednání Prvního nikajského koncilu (325). Jak informuje v dopise obci v Kaisareii, Eusebios koncilu předložil své vyznání víry, které biskupové i císař Konstantin označili za pravověrné (tímto snad Eusebia rehabilitovali). Je možné, že se toto vyznání pak stalo předlohou k novému vyznání víry, schválenému v Nikaii, které je dnes známé jako Nicejské vyznání. Eusebios s novým vyznáním souhlasil, snad aby potvrdil svou pravověrnost, s jeho zněním ale spokojen nebyl. V dopise kaisarejské obci proto interpretuje nové pojmy Nicejského vyznání ve smyslu své nauky („Syn je soupodstatný s Otcem“, Syn byl zrozen „z podstaty Otce“ a je „zrozený, ne stvořený“). Byl ovlivněn Órigenovou školou a jejím subordinacionismem, který však nepřijímal bez výhrad.
I po sněmu v Nikaii se Eusebios účastnil sporu o Areiovu nauku (srov. ariánství). Vystupoval proti Athanasiovi z Alexandrie, kterého předvolal roku 334 před synodu, na kterou se Athanasios nedostavil. Následujícího roku předsedal synodě v Týru, na niž se Athanasios opět nedostavil. Posléze předložil celou záležitost císaři, který Athanasia poslal do exilu. Proti Eusebiovi vystoupil též Markellos z Ankýry, který takéž protestoval proti Ariově rehabilitaci (roku 336). Eusebios zemřel pravděpodobně roku 339 nebo 340, nedlouho po Konstantinově smrti.

## Dílo
Ačkoliv byl Eusebios autorem řady apologetických spisů (dochovaly se pouze ve fragmentech), v nichž se projevila jeho mimořádná učenost a znalost dobové řecké a židovské literatury, jeho význam je odvozován především z jeho autorství Církevních dějin. Napsal je v apologetickém duchu a ačkoliv z hlediska moderní kritiky obsahují řadu nedoložených, mylných, nebo zavádějících informací, nelze upřít jejich přínos, neboť poskytují velké množství údajů, které by jinak byly ztraceny. Například jako první líčí historii o Tadeášovi z Edessy, který přinesl králi Abgarovi zázračnou ikonu - otisk Kristovy tváře na roušce, zvaný Mandylion. Jeho biblické práce, které se také dochovaly jen ve zlomcích, odrážejí vliv alexandrijské školy, známé alegorickým výkladem Písma svatého.

### Díla dějepisná
- Kronika
- Církevní dějiny, přel. J. J. Novák
- Palestinští mučedníci – často částí Církevních dějin. Vypráví o pronásledování křesťanů v Palestině v letech 303-311.

### Chvalořeči na Konstantina
- Život Konstantinův – obsáhlý životopis císaře, jeho matky Heleny a tří synů, má přes 1000 stran v 75 kapitolách, vysokou dokumentární hodnotu mají dobové reálie římské říše a charakteristiky jejích osobností; popisuje rovněž vlastní spor s císařem[2]
- Chvála Konstantinova – druhá část spisu je okázalou chválou císaře, kterého připodobňuje k novému Mojžíšovi.

### Díla apologetická
- Základní a obecný úvod, z nějž se nám zachovaly pouze fragmenty, známé pod názvem Eclogae Propheticae. Jde o popis starozákonních proroctví, vztahujících se k Mesiáši.
- Praeparatio evangelica – Příprava evangelia – polemika s pohanstvím
- Demonstratio evangelica – Důkaz evangelia – zabývá se zde osobou Ježíše Krista, polemika s židovstvím
- Peri theofaneias – O Božím zjevení
- Proti Porfyriovi – ztracené dílo. Mělo jít o polemiku s novoplatónským filosofem Porfyriem.
- Proti Hieroklovi
- Refutatio et apologia – ztracené dílo.

### Díla biblická a exegetická
- synoptická tabulka k evangeliím
- Onomasticon – soupis biblických míst
- Otázky a řešení ohledně evangelií – dochováno jen ve zlomcích
- Komentáře k žalmům – rozsáhlé dílo.
- Komentář k Izaiášovi
- O Velikonocích (Περι της του πασχα εορτης) – o významu židovských Velikonoc, mystický výklad křesťanských a datum Velikonoc.

### Díla dogmatická
- Apologie Órigena – dochovaná jen první část v upraveném překladu Rufinově. Vypracováno spolu s Pamfiliem.
- Proti Markellovi – polemika o ariánství
- O církevní teologii

## Pokračovatelé Eusebiových církevních dějin
- Rufinus z Akvileje
- Philostorgius
- Sókratés Scholastikos
- Sozomenos
- Theodoretos z Kyrru
- Evagrius Scholasticus